# Роуз Челімо
Роуз Челімо (англ. Rose Chelimo) (нар. 12 липня 1989) — бахрейнська легкоатлетка кенійського походження, яка спеціалузіється в бігу на довгі дистанції та марафонському бігу, чемпіонка світу-2017 з марафонського бігу.

### Виступи на основних міжнародних змаганнях
| Рік                | Змагання                        | Місто              | Місце              | Дисципліна         | Примітки           |
| Виступи за Бахрейн | Виступи за Бахрейн              | Виступи за Бахрейн | Виступи за Бахрейн | Виступи за Бахрейн | Виступи за Бахрейн |
| ------------------ | ------------------------------- | ------------------ | ------------------ | ------------------ | ------------------ |
| 2016               | Олімпійські ігри                | Ріо-де-Жанейро     | 8                  | марафон            |                    |
| 2017               | Чемпіонат світу з кросу         | Кампала            | 9                  | крос               |                    |
| 2017               | Чемпіонат світу                 | Лондон             | 1                  | марафон            |                    |
| 2018               | Чемпіонат світу з напівмарафону | Валенсія           | 14                 | напівмарафон       |                    |
| 2018               | Азійські ігри                   | Джакарта           | 1                  | марафон            |                    |
| 2019               | Чемпіонат світу                 | Доха               | 2                  | марафон            | [ 3 ]              |